# Ceramium
Ceramium je rod crvenih algi iz porodice Ceramiaceae.

## Rasprostranjenost
Velik je rod, a petnaestak vrsta su stanovnici Britanskih otoka. Također, vrste žive i na području južne Australije, Velikog koraljnog grebena, Filipina, Kine, sjeverozapadne obale Sjeverne Amerike, Havaja, Francuske Polinezije, Čilea, Kariba, jugoistočne obale SAD-a, tropske zapadne Afrike, zapada Južne Afrike i Indije.

## Izgled
Ova alga najčešće naraste do 30 centimetara u duljinu. Nepravilno je razgranata, a za dno je pričvršćena razgranatim ili jednostaničnim rizoidima. Grane su sastavljene od velikih stanica zvanih nodiji. Oko njih se stvara kora sastavljena od manjih stanica.

## Vanjske poveznice
- www.mbari.org  Arhivirana inačica izvorne stranice od 3. svibnja 2006. (Wayback Machine)
- www.botany.hawaii.edu